# Городище (городище, Костромская область)
Городище, кон. I тыс. до н. э. — I тыс. н. э. — остатки городища раннего железного века, содержащего также слои и артефакты финальной части эпохи бронзы и русского поселения XVI—XIX веков. Памятник федерального значения. Расположено в черте современного города Костромы, на правом коренном берегу р. Волги. Занимает мысовидный выступ, ориентированный по линии северо-восток—юго-запад.
Городище у с. Городище в течение длительного времени многими историками и краеведами ошибочно считалось местом первоначального основания Костромы в древнерусское время, что стало распространенной мифологемой. C XVII в. близ территории памятника известно село Городище, принадлежащее боярам Морозовым, которые имели здесь «боярские хоромы» с «тремя горницами». В середине XVII века (до 1663 года) стольник Г. И. Морозов построил здесь пятиглавую каменную церковь Рождества Христова, более известную по приделу как Ильинская. После опалы Морозовых в 1672 году Городище отошло к дворцовым вотчинам, а затем пожаловано боярину И. Б. Хитрово.

## История исследования

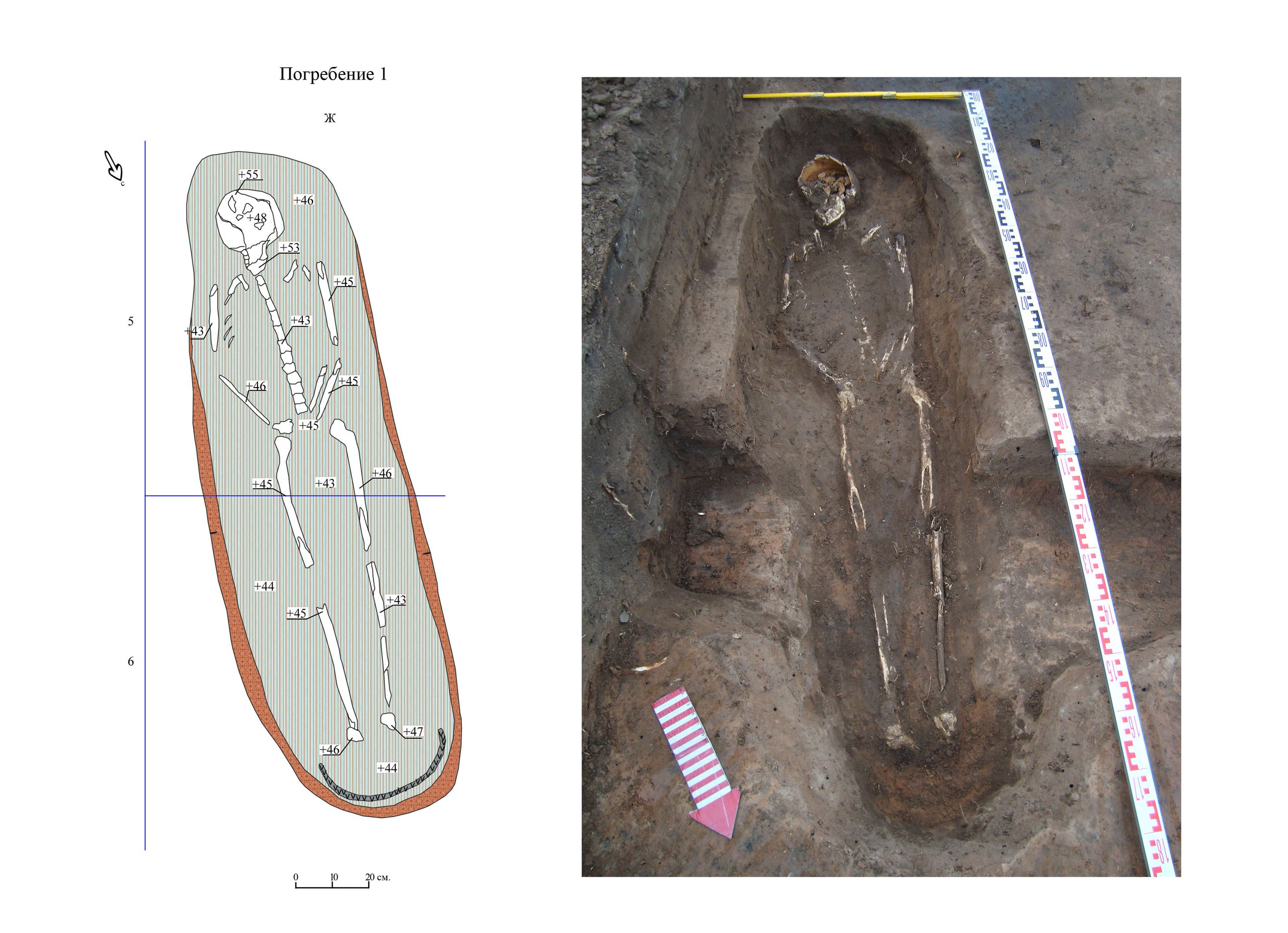
Ритуальное погребение рубежа эр на городище Городище

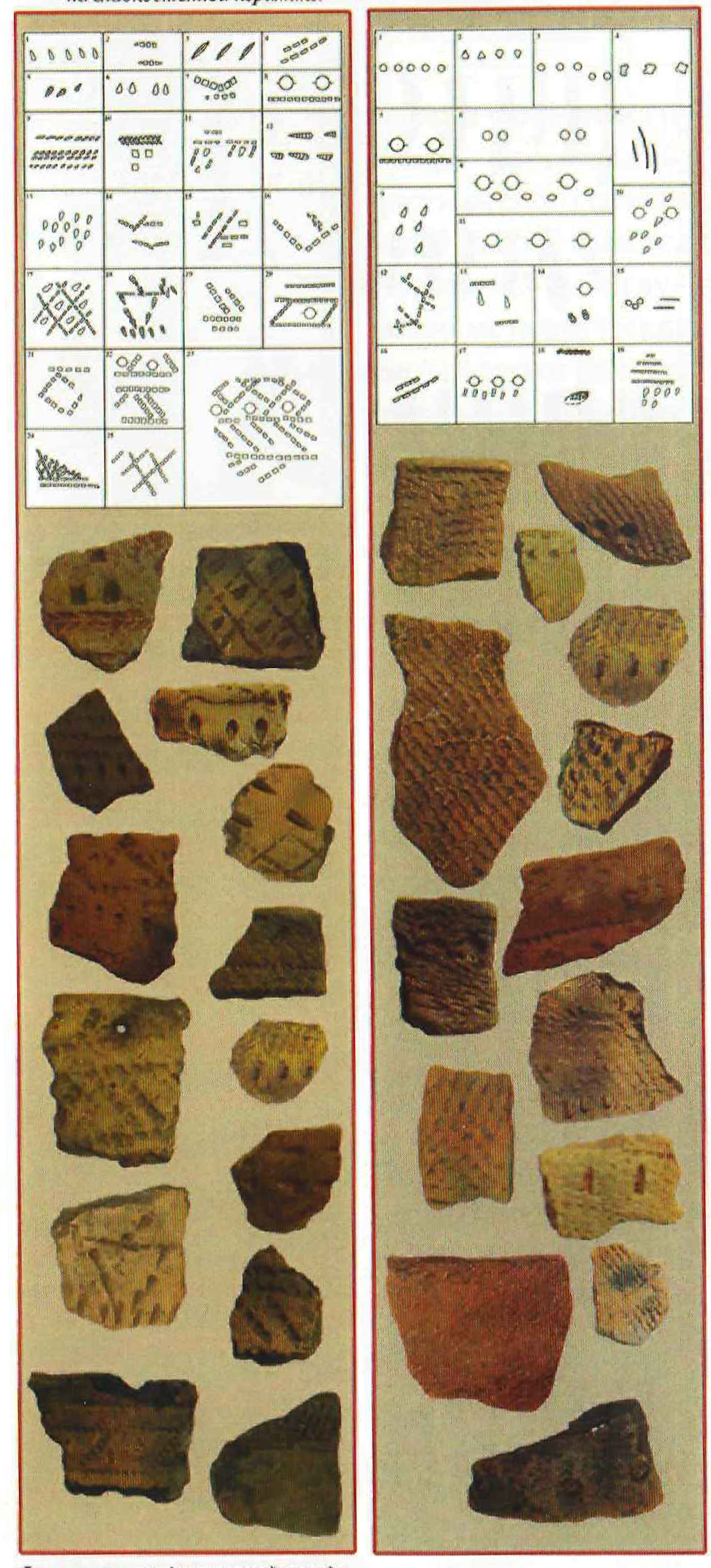
Образцы керамики раннего железного века с городища Городище

Городище у села Городище впервые упоминается И. В. Миловидовым в 1890 году в качестве места основания Костромы, позднее перенесенной на левый берег Волги.
В начале XX века небольшие раскопки на городище производит Н. М. Бекаревич, обнаруживший непосредственно под дерном культурный слой «в котором попадаются масса черепков глиняной посуды, угли, кремнёвые осколки и небольшие обломки костей животных».
В 1983 году в ходе паспортизации памятников археологии К. И. Комаровым снят план памятника, произведена фотофиксация, собрана сетчатая керамика раннего железного века, кремнёвые скребок и отщепы из зачистки обнажений слоя.
В 2011 году О. В. Новиковой в восточной части ул. Дачная при разведочных работах зафиксировано наличие слоя раннего железного века толщиной до 26 см содержащим сетчатую керамику, что указывает на широкие границы освоения прилегающей территории в раннем железном веке. В том же году А. В. Новиковым на месте строительства по адресу Дачная, 23 были заложены два раскопа общей площадью 404 м². Объектом исследования стала часть площадки городища раннего железного века, неоднократно застраивавшейся на протяжении существования села Городища и города Костромы, но при этом культурный слой памятника сохранил ранние напластования и артефакты более чем двухтысячелетней давности.
В раскопе 1 исследован относительно неглубокий дугообразный в плане ров, располагавшийся по центру внутренней площадки и разделявший её на две практически равных части. Ров замыкал выступающая мысовидную часть, сопоставимую с описанием начала XX века Н. М. Бекаревича, как круга диаметром 30 м. Вал, по всей видимости, снивелирован в более позднее время. По всей видимости оборонительные укрепления могли состоять из двух частей. Также в раскопе 1 зафиксировано 64 ямы позднего происхождения, сопоставимых с освоением территории русским население в XVI—XIX веках. В раскопе 2 зафиксировано 66 ям различного времени и назначения и две конструкции. На площадке обеих раскопов 53 ямы увязаны со временем раннего железного века. В раскопе 1 с внешней стороны рва находилось строение полуземляночного типа в заглубленным в землю основанием глубиной 60-80 см, размерами 400х230, отнесенная к I тыс. до н. э. На раскопе 2 выделяются столбовые ямы и очаг так же соотносимые с I тыс. до н. э. Часть ям расположены на метровом расстоянии друг от друга в одну линию. Это забор ограничивающий периметр поселения. Очаг был устроен в небольшом углублении в виде открытого кострища. В нём найдено немного мелких фрагментов сетчатой керамики. Вероятно, очаг часто вычищался. Скопления кухонного мусора рядом с ним не обнаружено. Другие столбовые ямы позволяют определить квадратную в плане, наземную каркасно-столбовую, отапливаемую постройку размерами 600 х 640 см, с двухскатной крышей. Столбы, расположенные по центральной оси, несли нагрузку центральной балки перекрытия. Другие столбы с разных сторон поддерживали крышу. Пол земляной, слегка заглублен, уровень понижается с юга на север на 10-15 см. Следов от каких-либо настилов на полу не обнаружено. Сооружение пристроено к тыну, окружавшему периметр городища.
Уникально в своем роде погребение, датированное рубежом эр и не имеющее синхронных аналогов в Верхнем Поволжье. Погребение 1 принадлежит женщине 25-30 лет. Захоронение впущено в слой раннего железного века и перекрыто всеми поздними напластованиями, в том числе засыпкой рва. Ориентировка погребенной ЮЮЗ-ССВ. Голова лежит на ЮЮЗ, на затылке, запрокинута вправо. Костяк расположен на спине, руки находятся в согнутом положении на тазовых костях, ноги вытянуты. Погребение безинвентарное, в засыпке могильной ямы встречены мелкие фрагменты сетчатой керамики, сопровождающий инвентарь отсутствует. Яма 61, располагающаяся рядом с могилой, является результатом тризны по усопшей, сопровождающейся разжиганием костра. Захоронение ритуальное и осуществлено в поздний период бытования городища (возможно, в период его запустения на рубеже эпох или в начале нашей эры). По свидетельству антропологов, патологий на скелете не обнаружено, за исключением слишком ранней сильной стертости зубных коронок премоляров и моляров, что, по-видимому, было связано с особенностями питания.
Встреченная в раскопах 2011 года лепная посуда раннего железного века представлена «сетчатой» (742 фрагмента), гладкой, с заглаженной поверхностью (343 фрагмента) и двумя фрагментами со штрихованной обработкой поверхности. Отмечено незначительное количество фрагментов с « текстильными» отпечатками (8 шт.). Встречается шнуровая керамика.
Предметы из камня насчитывают 106 экз. В большинстве случаев это осколки и отщепы. Изделия представлены кремнёвыми скребками. Встречаются обломки сланца и песчаника. Вероятнее всего, эти фрагменты от рубящих инструментов или зернотерок, жерновов, «шлифовальных» камней. Интересен и обнаруженный обломок поясной привески прямоугольной формы со сверлиной на одном конце.
В слое зафиксирован глиняный грузик «дьякова типа» треугольной формы в плоскости осевого сечения. По центру нижней части имеется отверстие диаметром 0,5 см и глубиной 2 см. Среди металлических предметов с вещами эпохи раннего железа отождествляется только медная височная спираль, имеющая аналогии в древностях ананьинского времени Среднего Поволжья.

## Общая характеристика памятника
Располагается на мысу коренной террасы правого берега р. Волги, образованном с северо-запада и юго-востока склонами оврагов, с северо-востока площадка городища (около 55 х 55 м) ограничена крутым склоном к р. Волге (около 40 м над уровнем воды), напольная сторона выходит на ул. Дачную. В XIX в. с напольной стороны были заметны слабые следы вала и рва, которые к настоящему времени полностью снивелированы. Территория памятника застроена, используется под огород, засажена деревьями.
Разнородность керамических комплексов свидетельствует о сложности культурных процессов, происходивших в древности на территории Костромского Поволжья. Посещение площадки Городища, скорее всего, было многократным, начиная с эпохи поздней бронзы и заканчивая рубежом I тыс. до н. э. и I тыс. н. э.
Результаты археологических исследований позволяют окончательно опровергнуть популярную в 19-20 веках гипотезу о Городище, как месте первоначальной Костромы. Объекты средневекового времени датируемые ранее XVI века на памятнике отсутствуют.